# Colheita do feno em Éragny
Colheita do feno em Éragny (francês: Fenaison à Éragny) é um quadro pintado em 1901 pelo impressionista francês Camille Pissarro, descrevendo a colheita do feno na comuna de Éragny-sur-Epte, na França.
Em dezembro de 1884, Pissarro e sua família se mudou de sua residência perto de Pontoise para Éragny, onde ele viveria até sua morte, em 1903. O cuidado com o que Pissarro compõe as figuras dos trabalhos, cria um ritmo balanceado de formas atravessando a composição.
O quadro foi adquirido em 1946 pela Galeria Nacional do Canadá, onde é exibido atualmente.